# Den svatého Patrika

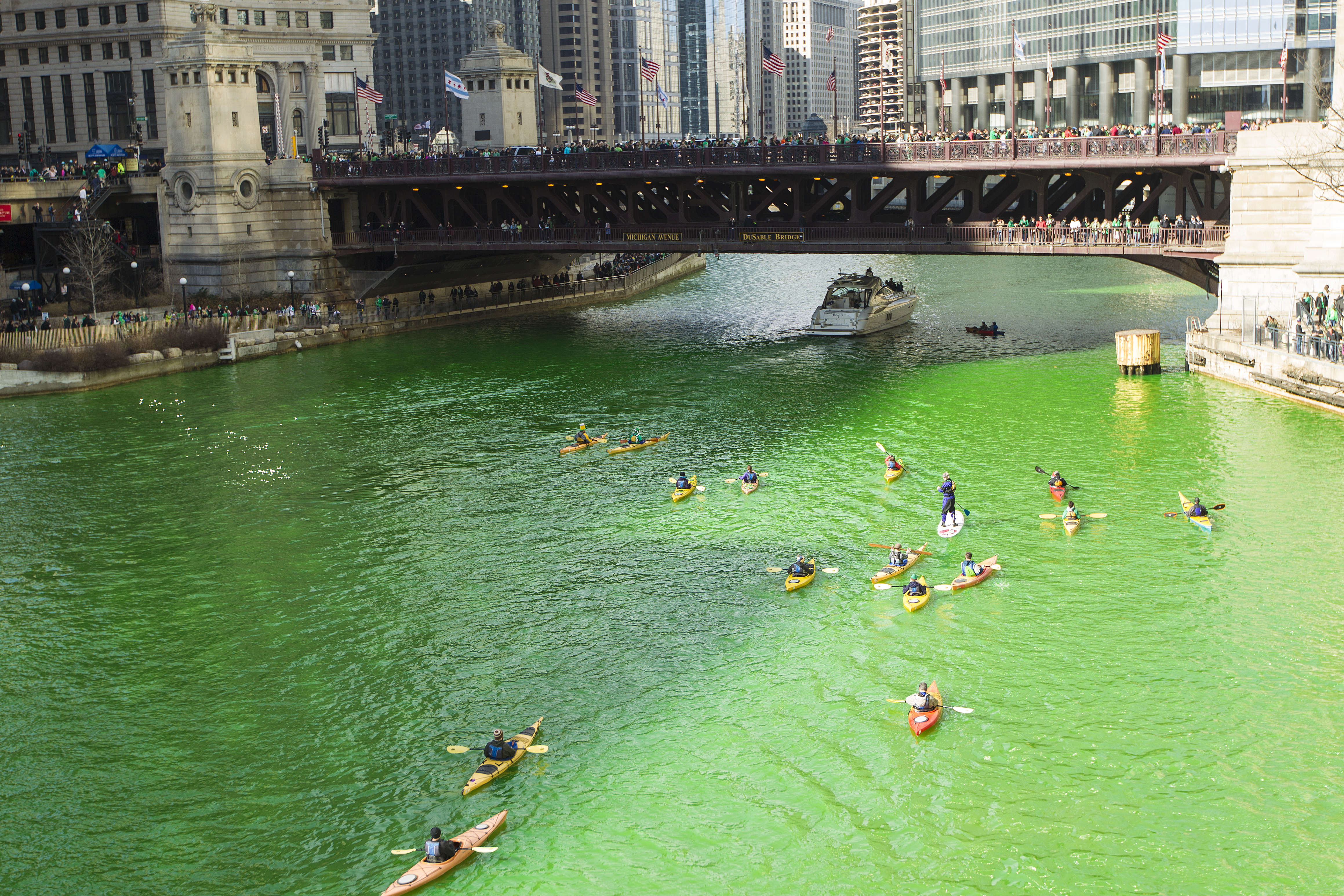
Řeka Chicago, nabarvená na zeleno při oslavách Dne svatého Patrika v roce 2015

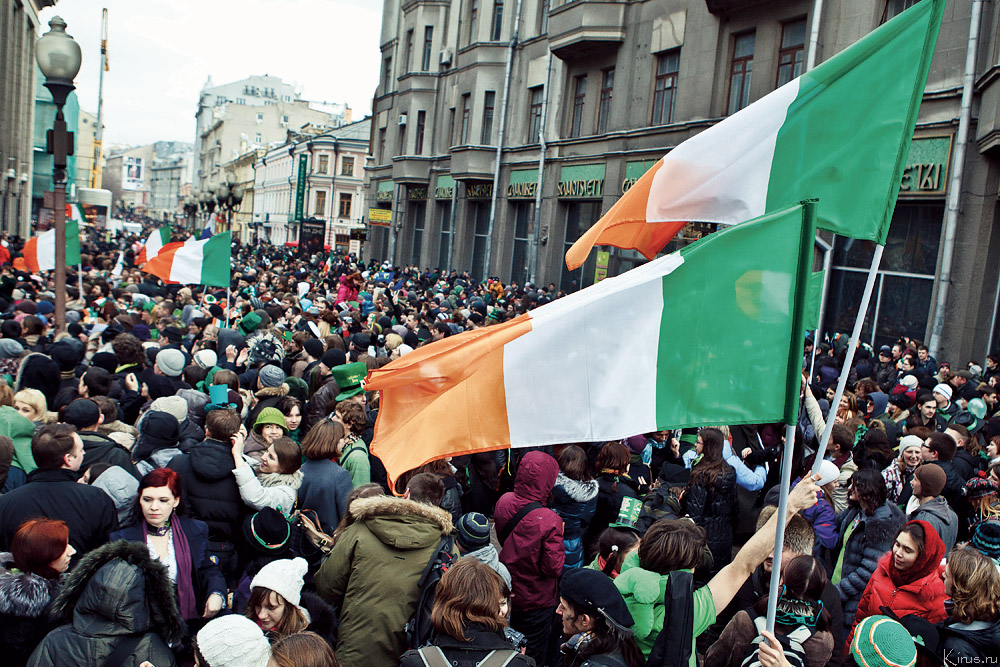
Den svatého Patrika, Moskva (Rusko)

Den svatého Patrika (irsky Lá 'le Pádraig nebo Lá Fhéile Pádraig, anglicky Saint Patrick's Day) je svátek, který se slaví každoročně 17. března na počest svatého Patrika, patrona Irska.
Je to státní svátek ve státu Irsko, v části Spojeného království, tedy v Severním Irsku, na ostrově Montserrat a v kanadské provincii Newfoundland a Labrador. V mnoha zemích po celém světě jsou jeho oslavy také oblíbené, ačkoli v nich nemá status oficiálního svátku. Největší oblibu má v USA, Velké Británii, Kanadě a Austrálii, kde žije mnoho lidí irského původu, kteří se do těchto zemí začali ve větších počtech stěhovat po velkém irském hladomoru v 19. století, ale obzvlášť v posledních letech si získává oblibu i v Evropě. Lidé po celém světě ho slaví především hudbou, tancem a popíjením tmavého piva. Poznávacím znamením pro příznivce svatého pastýře, který přinesl do Irska křesťanství, je i zelený trojlístek. Lidé ho v den Patrikova svátku nosí namalovaný na obličeji nebo si jím zdobí oděv. Všeobecně je pro svatého Patrika i Irsko typická zelená barva, což se v den svatého Patrika projevuje zejména nošením zeleného oblečení. Lidé v tento den jedí zelená jídla, např. těstoviny nebo zmrzlinu.
Ačkoli misionář Patrik působil v Irsku před více než patnácti sty lety, oslavy na jeho počest se konají dodnes. Den Patrikova úmrtí je datován na 17. 3., a proto je v Irsku, Severním Irsku a v částech dalších zemí, kde žijí Irové, tento den státní svátek. Sice ve většině zemí tento den státní svátek není, ale přesto se Den svatého Patrika slaví skoro po celém světě. V nespočetně zemích žije mnoho obyvatel původem z Irska.
Proto se není čemu divit, že se tato tradice rozšířila do všech možných končin světa. Dnes tento svátek slaví i mnoho lidí, kteří s Irskem ani nic společného nemají. V mnoha městech se totiž koná obrovská slavnost a strhujícím programem jsou přilákáni mnozí návštěvníci. Avšak ne všichni lidé ví, jaké má tato tradice kořeny. Patrik byl pravděpodobně prvním křesťanským misionářem v Irsku. Bohužel není dochováno mnoho pramenů, podle nichž by se daly všechny skutečnosti tradované s postavou Patrika prokazatelně potvrdit. Ovšem příběhy o tomto patronovi Irska jsou velmi barvité. Podle těchto pověstí byl Patrik původem z Walesu a pocházel z římsko-britské rodiny. Ovšem jednoho dne byl zajat piráty a uvrhnut do otroctví právě v Irsku. Naštěstí se mu po několika letech podařilo uprchnout a následně žil ve Francii. Tam strávil několik let v klášteře, aby se poté mohl vrátit do Irska jako křesťanský misionář. Patrik obrátil na křesťanskou víru tisíce Irů a zřídil v Irsku mnoho klášterů a škol. Dodnes se ke svatým místům, kde svatý Patrik podle legend pobýval, vydávají křesťané. Jedním z nejznámějších míst v Irsku je hora Croagh Patrick nalézající se v západním Irsku. Na tuto horu vystoupil svatý Patrik, aby se tam postil. Díky tomu tam každoročně zamíří tisíce Irů. Nejvíce z nich podniká tento výstup vždy poslední neděli v červenci.
Symbolem Irska je trojlístek, jehož pomocí svatý Patrik Irům vysvětloval Svatou Trojici. Díky tomu je irskou barvou zelená. Proto je právě 17. 3. tato barva vidět skoro všude. Nejenže se lidé oblékají do zeleného oblečení, ale v některých městech se dokonce lije do řek i zelená barva či se na zeleno barví různé potraviny. Nejvíce bouřlivé oslavy jsou samozřejmě v samotném Irsku. Na ulicích je všude mnoho lidí. Konají se různé přehlídky a festivaly. Vše umocňuje tradiční irská hudba a tance. Velké oslavy se v tomto duchu konají také ve Velké Británii, Spojených státech, Kanadě, Austrálii, na Novém Zélandu a v dalších zemích na celém světě. V České republice sice mnoho Irů nežije, přesto se i tady o Dni svatého Patrika ve všech Irských hospodách konají oslavy.

## Oslava dne svatého Patrika v Irsku

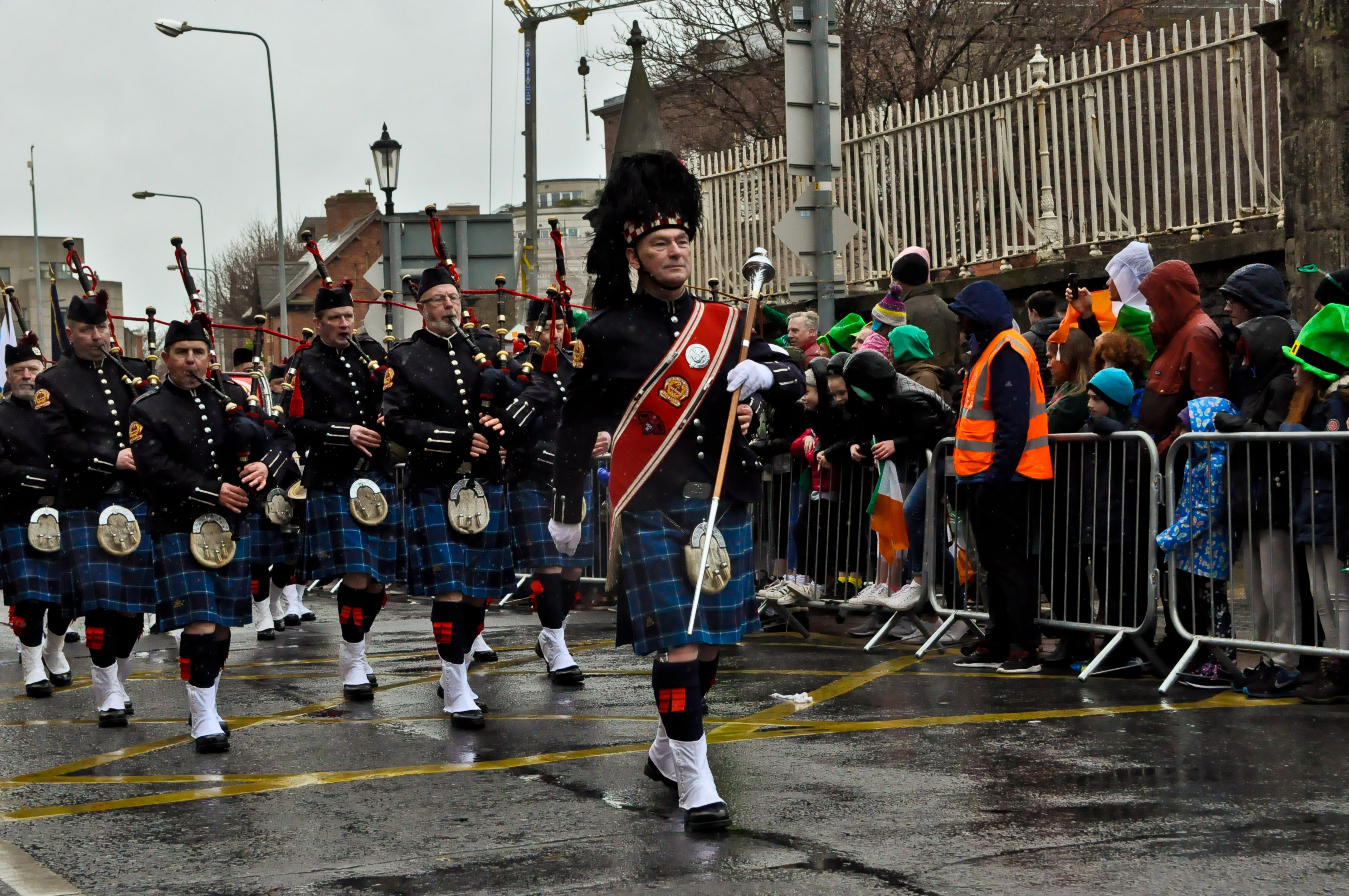
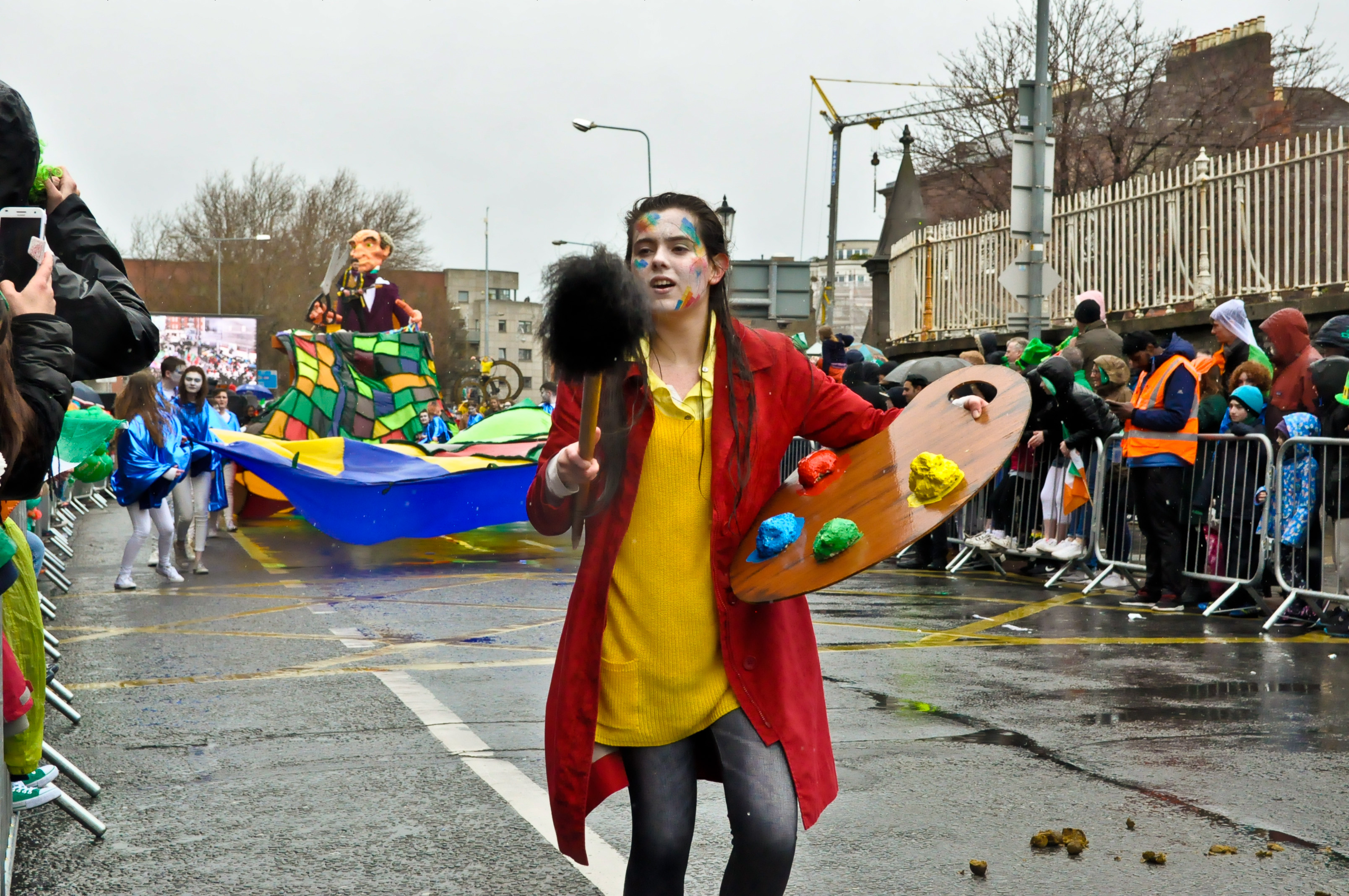
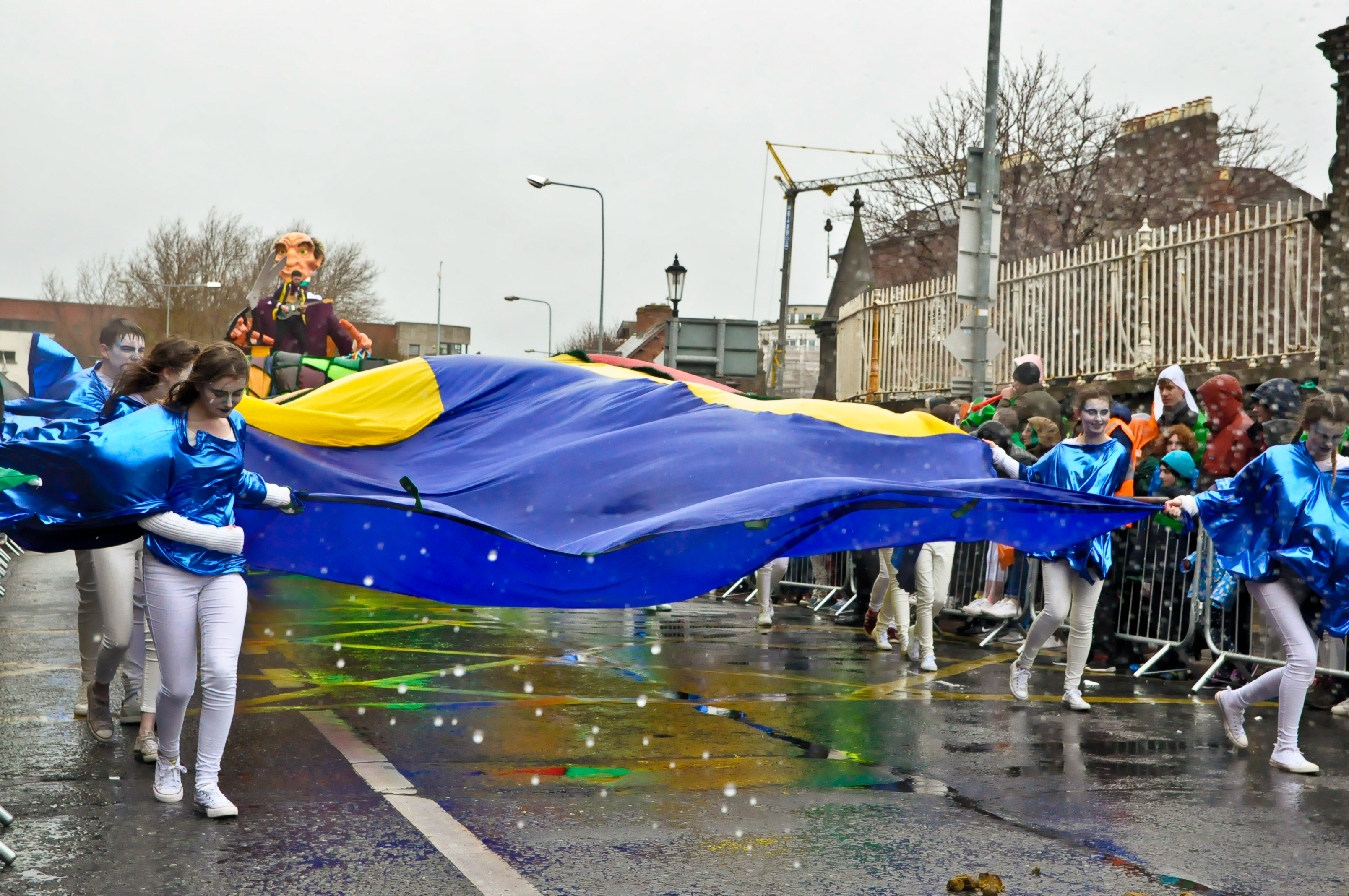
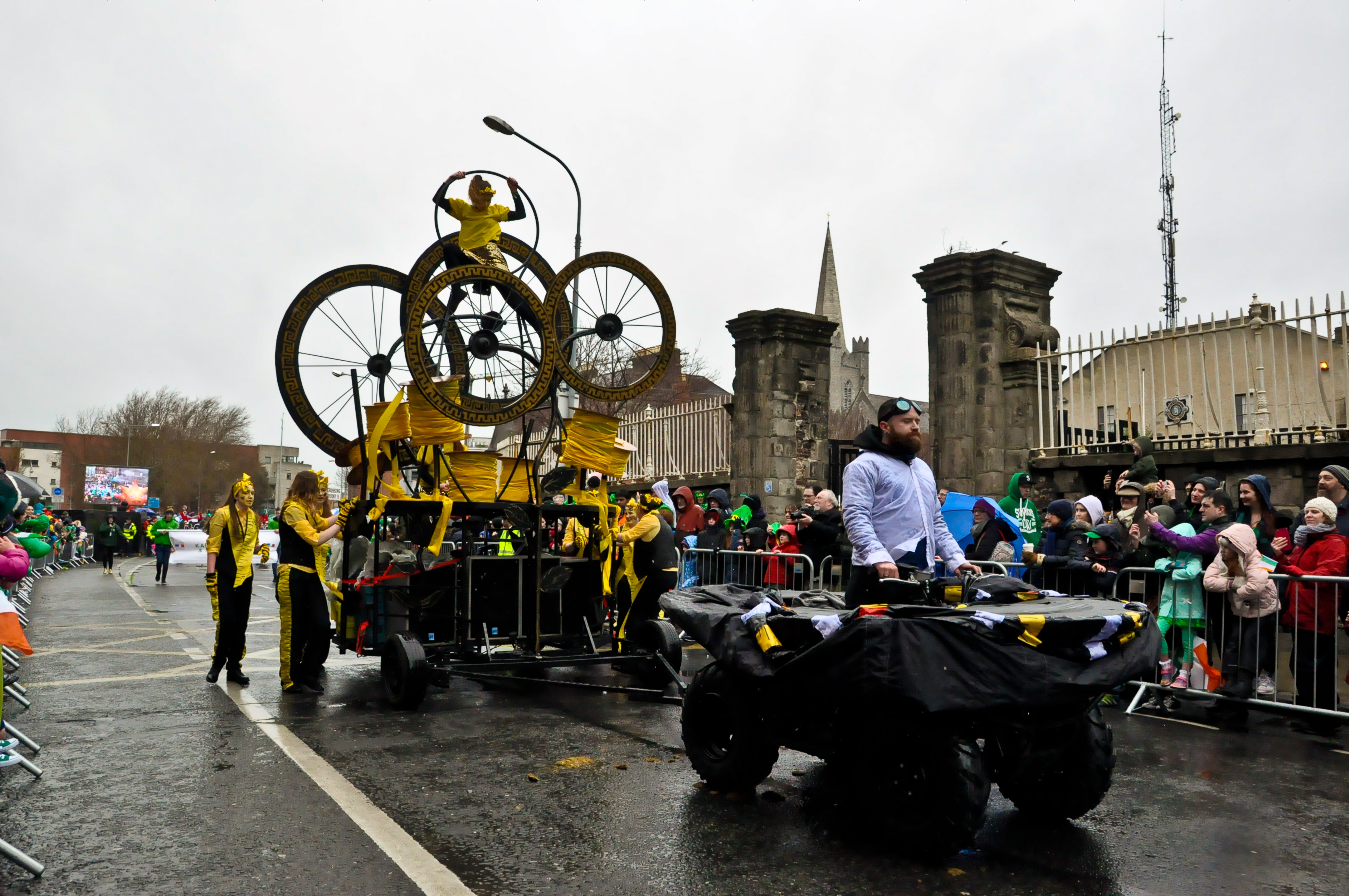
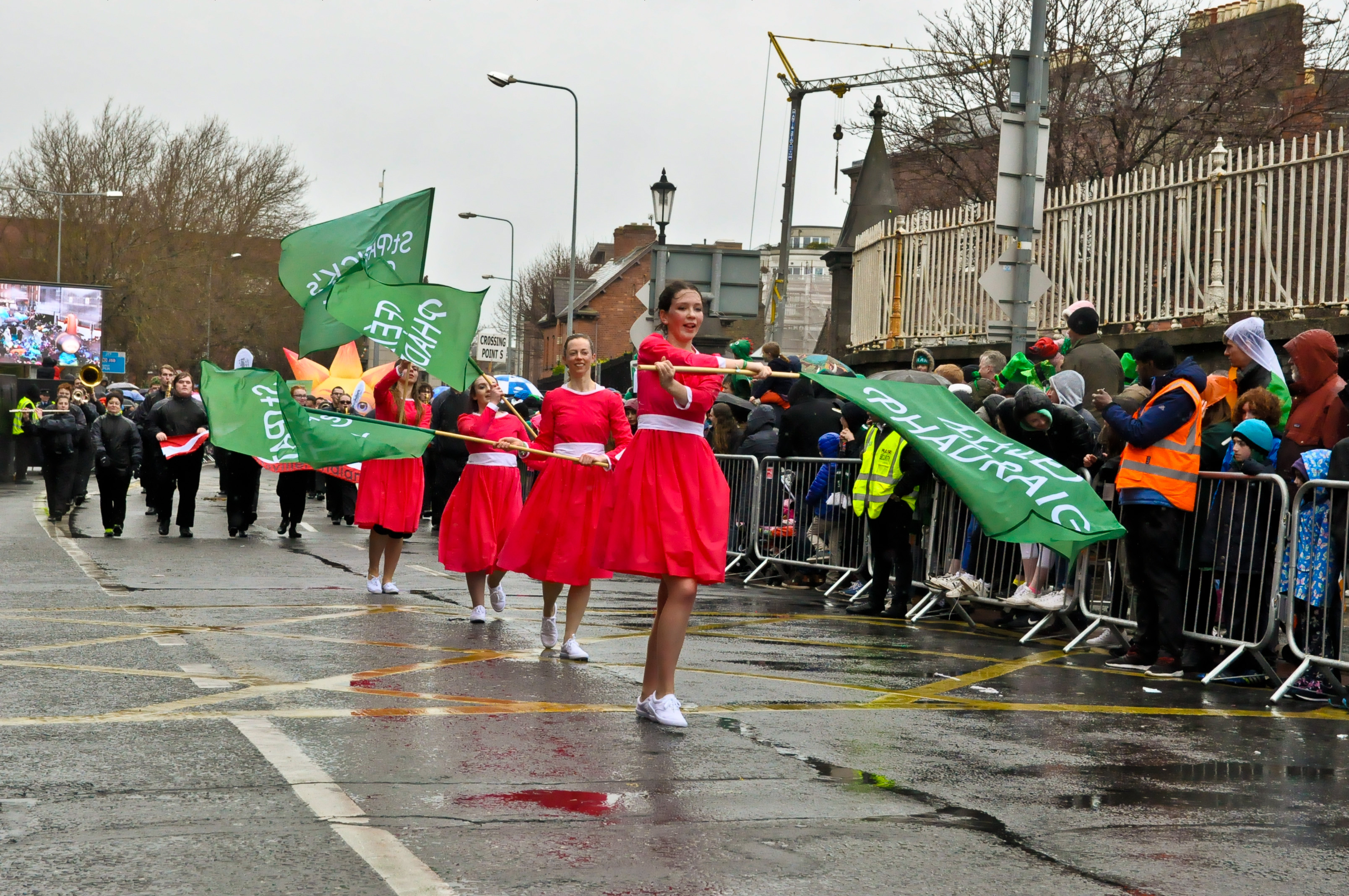
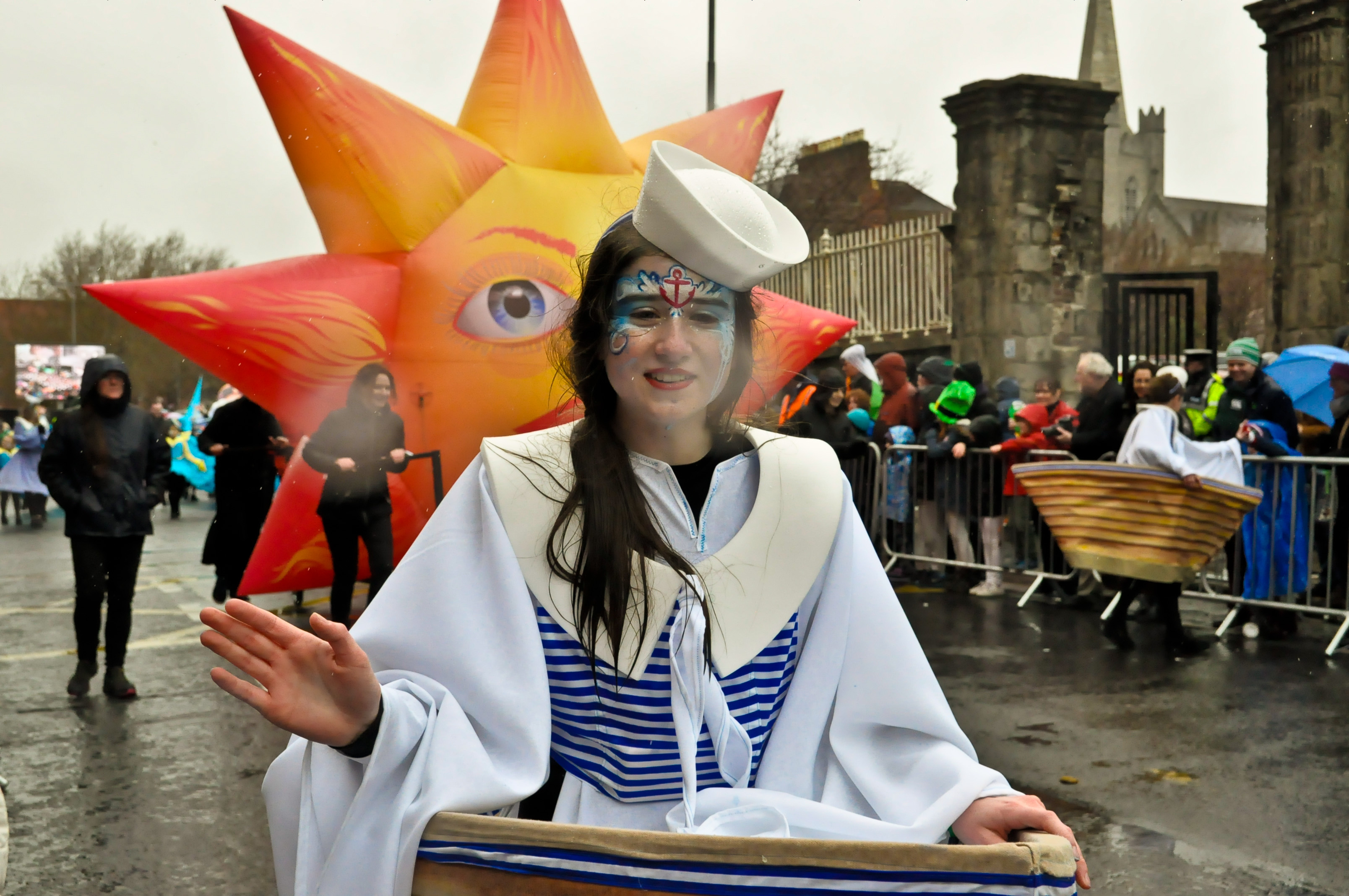
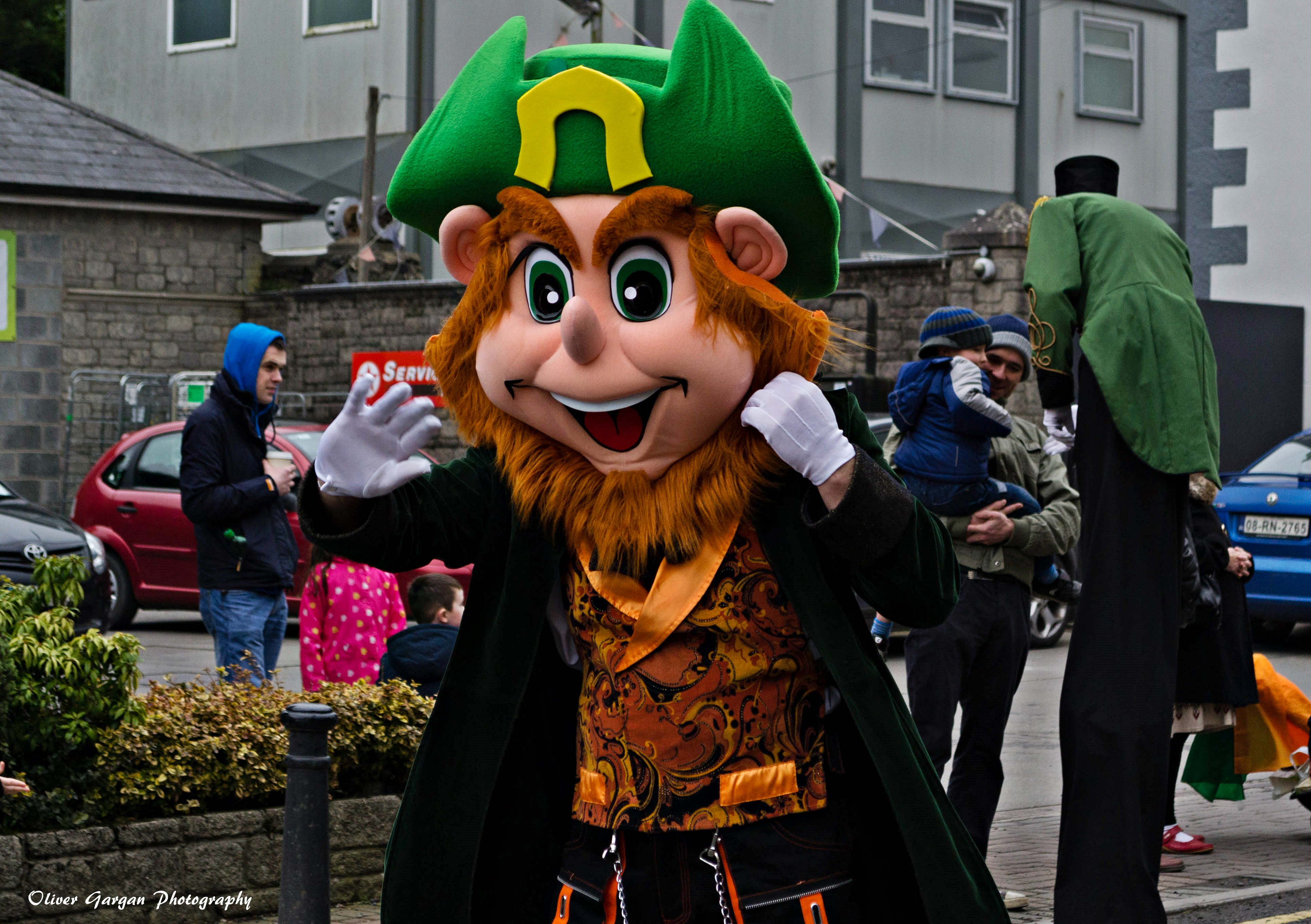
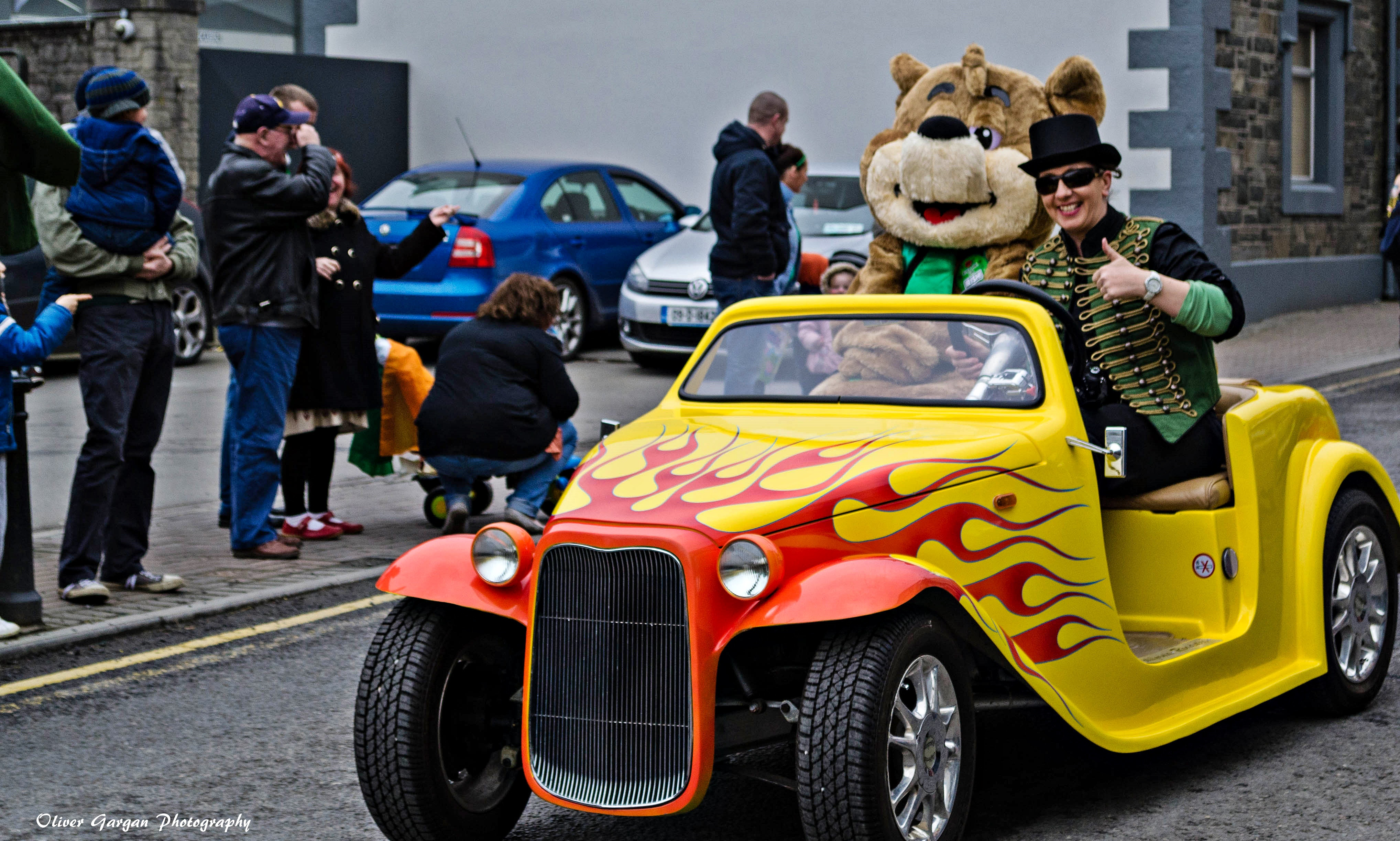
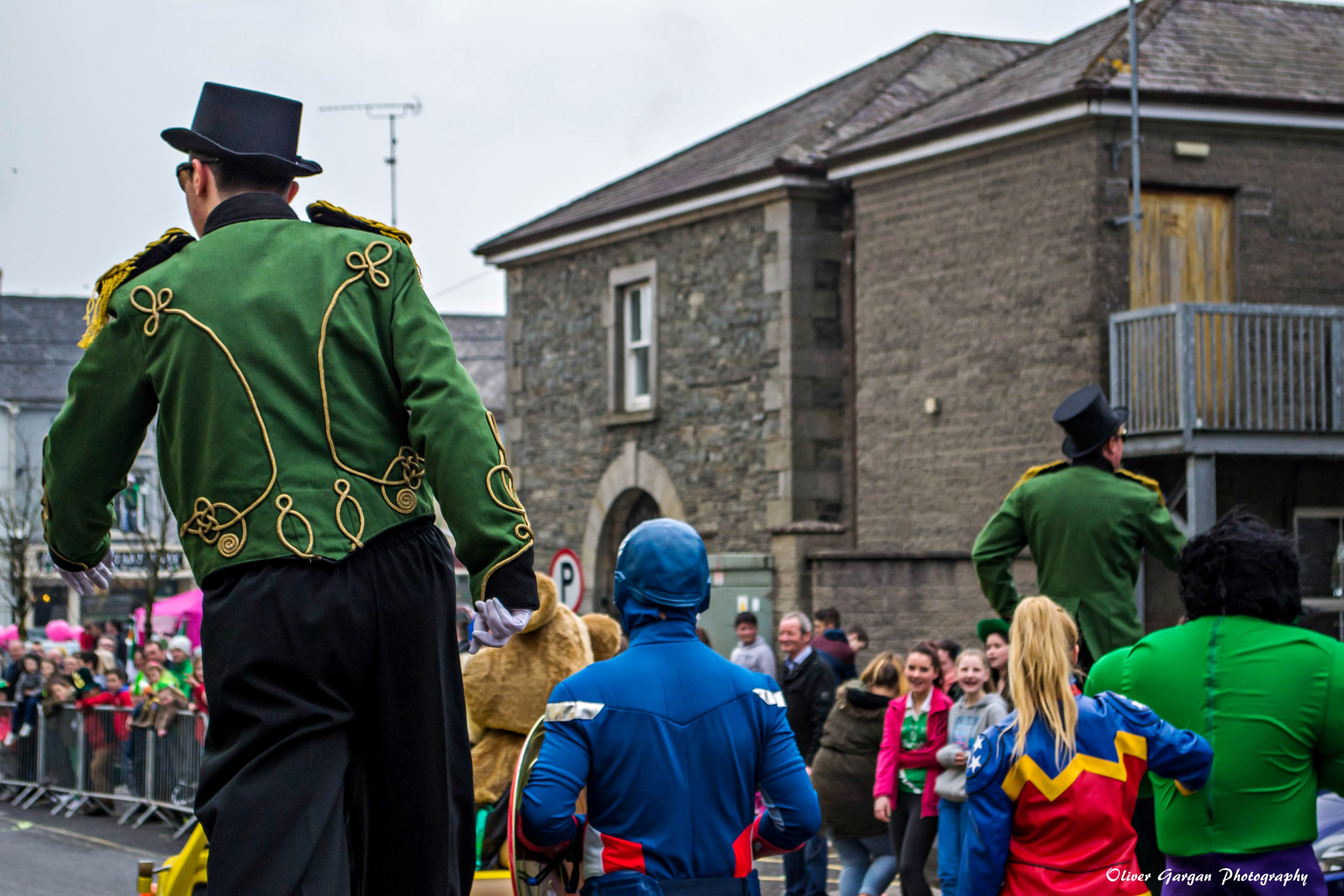
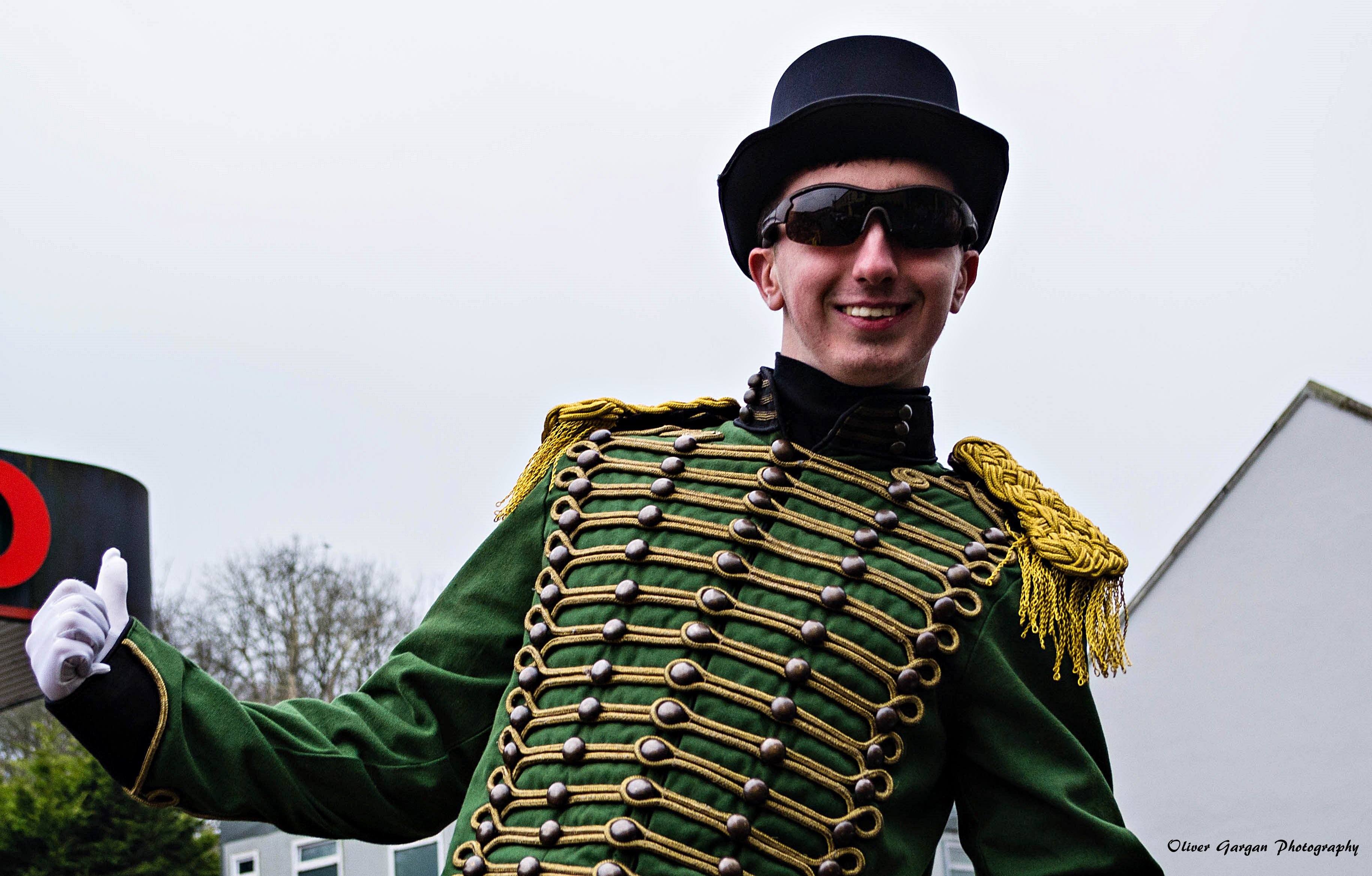
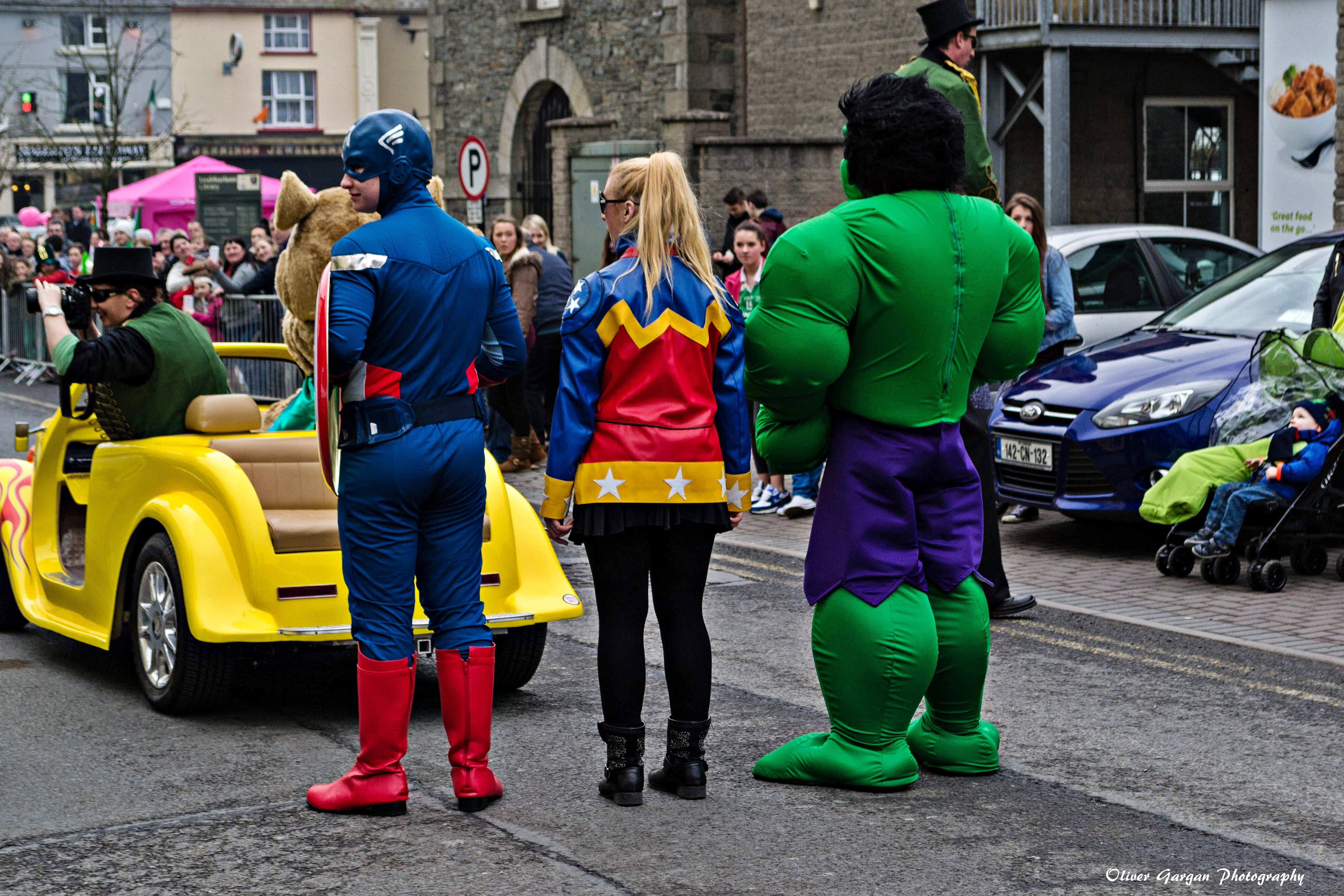
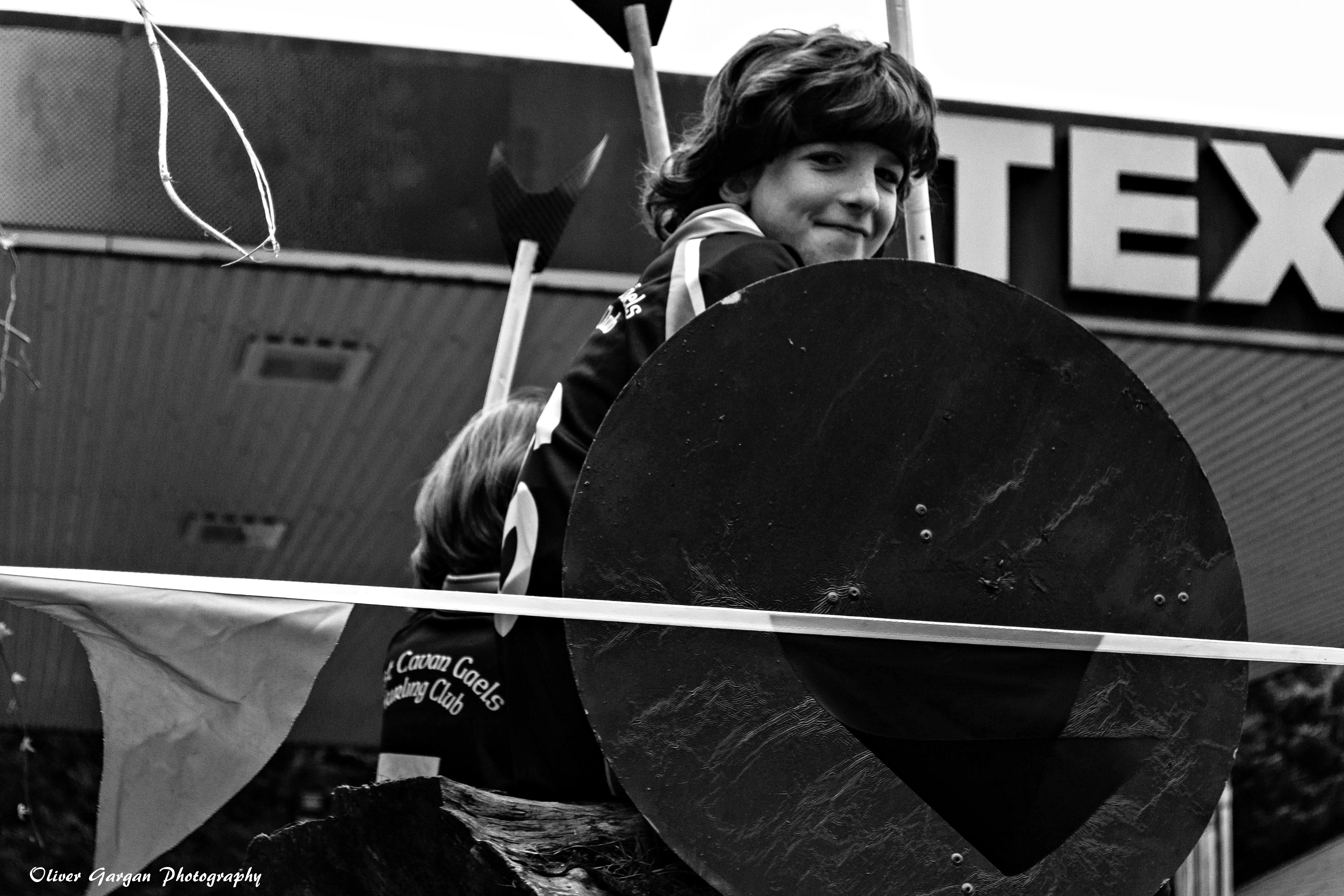

## Související článek
- Globální greening